# Riukusaari (ö i Keuruu)
Riukusaari är en ö i Finland. Den ligger i sjön Keurusselkä och i kommunen Keuru i den ekonomiska regionen  Keuru ekonomiska region  och landskapet Mellersta Finland, i den södra delen av landet, 220 km norr om huvudstaden Helsingfors. Öns area är 3,2 hektar och dess största längd är 390 meter i öst-västlig riktning.